# Нововербований козацький полк
Нововербований козацький полк — полк, створений у Російській імперії під час російсько-турецької війни 1768—1774 років.
Існував у період між 1769 та 1785 роками, пізніше був реформований у Бузькі козацькі полки та Катеринославське козацьке військо.

## Історія
На початку війни, в 1769 році генерал-майор О. О. Прозоровський сформував з населення Правобережної України, що перебувало у складі Речі Посполитої та зазнавало татарських нападів, Нововербований козацький полк.
З самого початку свого існування Нововербований козацький полк зберігав військову самостійність і козацький устрій, беручи активну участь у бойових діях протягом всієї російсько-турецької війни.
Одночасно, в міру просування російських військ по території Дунайських князівств, з місцевого населення — молдаван, валахів, а також болгар і сербів, створювалися загони добровольців, так звані волонтерські або арнаутські команди, що брали участь у військових діях у складі російської армії. Нововербований полк та арнаути відзначились в боях при Ларзі, Аржисі, Крайові (1770), Тульчі (1771). Таким чином, під час формування війська вони вже мали військовий досвід.
Після закінчення російсько-турецької війни і укладення Кючук-Кайнарджійського миру 1774 року до Росії відійшла територія між Дніпром і Південним Бугом.
Прагнучи заселити і укріпити звільнений район, уряд в 1775 році поселив козаків Нововербованого полку й арнаутів у Херсонській губернії в межиріччі Інгулу, Єланця і Мертвоводу (сучасна Миколаївська область). Поселенцям було виділено 109.407 дес. землі для зайняття хліборобством, виноградарством, садівництвом та скотарством. В цьому ж році козаки і арнаути заселили населенні пункти Соколи (з 1789 року — м. Вознесенськ), де розміщувалось Військове правління, Раковиця, Новогригоріївське, Арнаутівка (тепер Дорошівка), Михайлівка, Троїцьке, Федорівське (тепер Нова Одеса), Скаржника (з 1803 р. — Білоусівка, тепер Трикрати), Касперівка, Новопетрівське, Себино, Гур'єво, Костянтинове, Баловневе, Матвіївка (тепер села у Вознесенському і Новоодеському районах Миколаївської області).

## Переформування
12 лютого 1785 року через загострення російсько-турецьких відносин за наказом Катерини II з колишніх козаків Нововербованого полку й арнаутів було сформовано 1500-й козацький полк. Дещо пізніше, 6 червня 1786 року, він був поділений на 1-й та 2-й Бузькі козацькі полки. Командиром 1-го було призначено підполковника І.Касперова, командиром 2-го — майора П. Скаржинського. Полки зайняли кордонну лінію по Бугу від Мертвоводу до Інгулу.
Напередодні нової російсько-турецької війни уряд вжив низку заходів для збільшення військових контингентів на півдні. В 1787 році бузькі козацькі полки були приєднані до складу щойно утвореного Катеринославського козацького війська.